# Low (Inna)
Low è un brano musicale della cantante rumena Inna. 
Il medesimo è stato reso disponibile in download digitale dal 1 settembre 2014 ed estratto come secondo singolo promozionale dal quarto album della cantante, Inna.

## Il brano
Low è un brano dance pop dal ritmo Ballad che ha una durata di tre minuti e quarantadue scecondi. È stato scritto da Andrew Frampton, Breyan Isaac, Inna e Thomas Joseph Rozdilsky mentre la produzione è stata fatta dai Play & Win.
Il titolo del brano era già noto dopo la pubblicazione del singolo "Good Time".

## Tracce
Download digitale
Testi e musiche di Andrew Frampton, Breyan Isaac, Inna e Thomas Joseph Rozdilsky; edizioni musicali Global Records.
1. Low – 3:42